# 中野区立谷戸小学校
中野区立谷戸小学校（なかのくりつ やとしょうがっこう）は、東京都中野区中野一丁目に所在する区立小学校である。

## 概要
中野区のほぼ中央にあたる大久保通りに近い場所に位置し、住居表示の中野（一・二丁目）、東中野（二丁目）、中央（二・三丁目）が学区域となる。なお2008年（平成20年）に隣接校であった仲町小学校が新設の桃花小学校に統合したため、旧仲町小学校の学区域の一部が編入されている。
西側の校舎は1995年（平成7年）に建築されたもので、屋上のプール、地下2階の体育館などの設備をもつ。
中央の本校舎のうち東半分は、2011年（平成23年）度より改築工事が行われており、校庭にプレハブ校舎が設置されるために、その間は運動場の確保を目的に付近にある中野区立谷戸運動公園を体育の授業等で利用している。また一部の授業では平和の森公園も併せて利用する。この工事は平成24年度末完了予定。
校歌の作詞は高野辰之が、作曲を信時潔が手掛けている。
校章は中心に向かい放射状の8本の矢（的に向かって正しく狙う - 目標に向かって努力）と雪（純粋で清らか）から成る。校旗の色・スクールカラーは紫。
卒業生は学区域上は主に中野中学校、中野東中学校の二校に進学する。

## 教育目標
- 考える子ども
- 思いやりのある子ども
- たくましい子ども

## 歴史
- 1928年（昭和3年）
  - 3月31日 - 東京府豊多摩郡谷戸尋常高等小学校として開校
  - 5月5日 - この日をもって開校記念となす
- 1932年（昭和7年）10月1日 - 東京市谷戸尋常高等小学校と改称
- 1941年（昭和16年）4月1日 - 東京市谷戸国民学校と改称
- 1947年（昭和22年）4月1日 - 学制改革により中野区立谷戸小学校と改革
- 1951年（昭和26年） - 完全給食の実施
- 1961年（昭和36年）5月6日 - 開校記念日を5月6日に変更
- 1974年（昭和49年） - 鉄筋校舎完成
- 1977年（昭和52年） - 谷戸運動公園使用開始
- 1994年（平成6年）10月21日 - 区授業公開指定校研究発表会
- 1995年（平成7年）11月1日 - 新校舎完成
- 1996年（平成8年）
  - 11月7日 - 校庭改修、遊具設置
  - 12月17日 - コンピュータ室完成
- 2000年（平成12年）4月 - 給食調理民間委託
- 2002年（平成14年） - 文部科学省エイズ教育推進地域研究指定校指定（2005年まで）
- 2003年（平成15年）5月 - 普通教室の冷房化。これに伴い、2004年度より教室内のストーブが使用停止となる。
- 2004年（平成16年）
  - 8月28日 - 中国湖南省睿哲希望小学校と姉妹校提携
  - 11月4日 - エイズ教育研究発表
- 2006年 - 年度末に正門・裏門に電磁錠とインターホンが設置される
- 2007年
  - 2月1日 - コンピュータ室一部改修、コンピュータ入替
  - 11月2日 - ライフスキル教育研究発表
- 2008年（平成20年）
  - 4月 - 従来の三期制から二期制に変更。夏季休業の短縮、秋季休業の新設。
  - 10月25日 - 開校80周年記念式典
- 2011年（平成23年）
  - 4月 - 一部の週で土曜日の通常授業が復活
  - 5月 - 校舎の改築工事が開始。これに伴い校庭にプレハブ校舎が建てられたため、同年6月4日実施の運動会は近隣の桃園第二小学校で開催。
- 2018年（平成30年）11月17日 - 開校90周年記念式典
- 2023年（令和5年）7月下旬 - この時期から2024年（令和6年）9月下旬まで、校舎改築[3]。

## 施設
敷地の南、大久保通りに面する側に正門・校庭があり、校庭を囲うように東に体育倉庫、北に校舎、西に新校舎が位置する。
校庭は砂が敷かれており、一部に僅かな凹凸がある。直下を水道管が通っており、過去に杭を打った際に水道管に穴が開く事故が発生している。校庭の周囲には平板（コンクリート板）が設置され、児童・保護者は登下校時に校庭上ではなく平板を歩くよう指示される。また校庭南側の公道との境界には桜が植えられている。南側の正門は主に児童が、裏門は教職員や保護者、来賓が使用する。東門および北西に出入口が存在するが、通常は使用されない。東側の体育倉庫には便所が設置されている。
校庭の北側には4階建て（4階は屋上入口のみ）の校舎が東西方向に位置し、中央玄関・中央階段の場所で僅かに屈折している。1階と2階の廊下は新校舎と連絡するが、3階の廊下はプールの機材がある関係で接続していない。中央を挟んで東には東玄関および各階に便所・東階段（1 - 3階）・給食の昇降機、西には新校舎との連絡路がある。1階には東に家庭科室・印刷室・給食室・放送室・職員室・校長室・事務室、西に主事室・多目的室・コンピュータ室・保健室がある。2階は東に図書室、中央に教材室がある他は低学年用の普通教室、3階は中央の資料室を除き全て高学年用の普通教室となっている。2・3階の西側に非常階段が、3階の東から2番目の普通教室に避難用の救助袋が設置されている。普通教室は2011年度まではほぼ使用する学年が固定されていたが、教室数に空きのあった2002 - 2006年度は一部が変更となっていた。2011年度より大幅に変更となっている。屋上は校旗掲揚のポールや機械類がある他は平らであり、児童が利用できる場合もある。校舎の裏には畑・駐輪場が設置されている。
校庭の西側に位置する新校舎は1995年（平成7年）に建設されたもので、地上3階・地下2階の5層である。南北方向に位置し、南北それぞれ1箇所ずつ階段（南側の階段は幅が狭く、使用頻度は低い）が、北側のみに便所（地下1階を除く）がある。地下2階は体育館の他、舞台裏・体育倉庫・ボイラー室・更衣室（南側）・便所（北側）・地上に直結する階段が設置されている。地下1階は体育館の吹き抜けとなっているため面積は狭く、備蓄倉庫や体育館用の放送室があるのみである。地平の1階は廊下の南北に臨時の出入口が、校舎北側に西玄関があり、生活科室・PTA会議室・ホール・視聴覚室・図工室・音楽室といった特別教室がある。2階は理科室・機械室の他、本校舎との接続部付近に相談室がある。3階は屋外プールとその関連施設で、更衣室や機械類が設置されている。
1974年完成の校舎は、2011年より改修工事が行われた。完成後は1974年校舎、1995年校舎の双方に一台ずつエレベーターが設置され、バリアフリー化が進んだ。

## 主な行事・伝統
- 運動会 - 例年、5月下旬から6月上旬にかけて本校校庭で開催される。全校児童が紅白の二組に分かれて各種競技を行う。特徴的な種目としては、組み立て体操（5年生）、谷戸っ子ソーラン（6年生 - 南中ソーラン。2002年度より実施）、また準備体操、整理体操として「谷戸体操」（1988年制定。詳しくは後述。2006年頃より「谷戸小名物」として案内されているが、実際には運動会の準備期間を除き、通常の授業・行事でこの体操が行われることは皆無に近い）が行われる。桃園第二小学校にて開催された2011年度は谷戸体操は行われていない。
- 岩井臨海学園 - 夏季休業期間に6年生が千葉県南房総市の岩井海岸で2泊3日の臨海学園を実施。専門家の指導の下で40分を越える遠泳も行われる。2011年度は中止となったが、代わりに同年度に関しては学校のプールを使った特別活動が行われた。
- 作品展（展覧会）・学芸会 - 隔年で11月頃に行われる。展覧会は2009年度より「造形展」に名称変更されたが、その後「作品展」に名称変更。
- 移動教室 - 5・6年生が合同で、福島県田村市の中野区常葉少年自然の家、長野県北佐久郡軽井沢町の中野区軽井沢少年自然の家に於いて隔年で実施される。
- 鼓笛演奏 - 6年生による鼓笛の演奏が一種の伝統として引き継がれており、運動会のみならず通常の朝礼時にも演奏される。演奏曲は2003年度までは毎年のように入れ替わっていたが、2004年度よりほぼ固定されている。主に「大脱走マーチ」（2004 - 2009年度は演奏なし）、「ザ・ロンゲストデーマーチ」（2010年度は演奏なし）。2019年度は「こんにちはトランペット」「情熱大陸」。
- 同窓会 - 例年5月の中旬に開かれる同窓会には、前年度に卒業した中学一年生と在校の六年生が多く出席する。六年生の鼓笛演奏が行われるかつてはソーラン節の引き継ぎが行われが、現在は行われていない。

### 谷戸体操
前述の運動会で準備体操・整理体操として行われていた通称「谷戸体操」は、1988年度に当時の本校体育科教諭が制定したものである。この時に流される音楽はオリジナル曲「君が輝くとき」で、歌っているのは当時の在校生。前述のとおり運動会以外での使用頻度は極めて低くほとんど運動会限定のものとなっていたが、2010年度を最後に他の音楽にとって代えられているため、事実上は絶滅状態にある。

## 所在地
東京都中野区中野1-26-1
学校周辺の中野一丁目は閑静な住宅地であり、古くからの木造住宅と新しい住宅が混在、幅広い世代の住民が暮らす地帯である。人口密度が高く、公園や緑地はあまり多くない。細く路盤のあまりよくない道路が多く自動車の通行は少なめではあるが、見通しが悪く危険な場所もある。また高層建築物が少ない。（2000年頃までは皆無であった）

### 学校周辺の施設
- 中野区立谷戸運動公園
- 中野区立第九中学校
- もみじ山文化センター
- 紅葉山公園
- 中部すこやか福祉センター
- 城山ふれあいの家（さくら館）
- 城山公園
- 島忠 中野店

### 最寄駅
- 中央・総武緩行線・都営地下鉄大江戸線 東中野駅 - 徒歩約10分
- 中央本線・中央・総武緩行線・東京メトロ東西線 中野駅 - 徒歩約15分
- 東京メトロ丸ノ内線・都営地下鉄大江戸線 中野坂上駅 - 徒歩約15分
- 東京メトロ丸ノ内線 新中野駅 - 徒歩約15分
- 中野駅より関東バス（宿05系統新宿駅行）または京王バス（渋64系統渋谷駅行）で約5分、「堀越学園前」バス停より徒歩約3分

## 卒業生
- 久米明 - 俳優、声優、ナレーター　※第8期（1935年度卒業）
- イルカ - 歌手、絵本作家　※第35期（1962年度卒業）[4]
- 船山基紀 - 作曲家、編曲家、キーボーディスト　※第35期（1962年度卒業）[5]
- 佐藤弘道 - 体操インストラクター、タレント　※第53期（1980年度卒業）